# Домањшевци
Домањшевци (словен. Domanjševci, мађ. Domonkosfa) је насељено место у општини Шаловци, Помурска регија, Словенија.

## Историја
До територијалне реорганизације у Словенији били су у саставу старе општине Мурска Собота.

## Становништво
У попису становништва из 2011. године, Домањшевци су имали 278 становника.
| Број становника према пописима | Број становника према пописима | Број становника према пописима |
| ------------------------------ | ------------------------------ | ------------------------------ |
| 1991                           | 2002                           | 2011                           |
| 350                            | 301                            | 278                            |

## Галерија
- улаз испред цркве "Свети Мартин"
- дрвени звоник